# 윔슬로

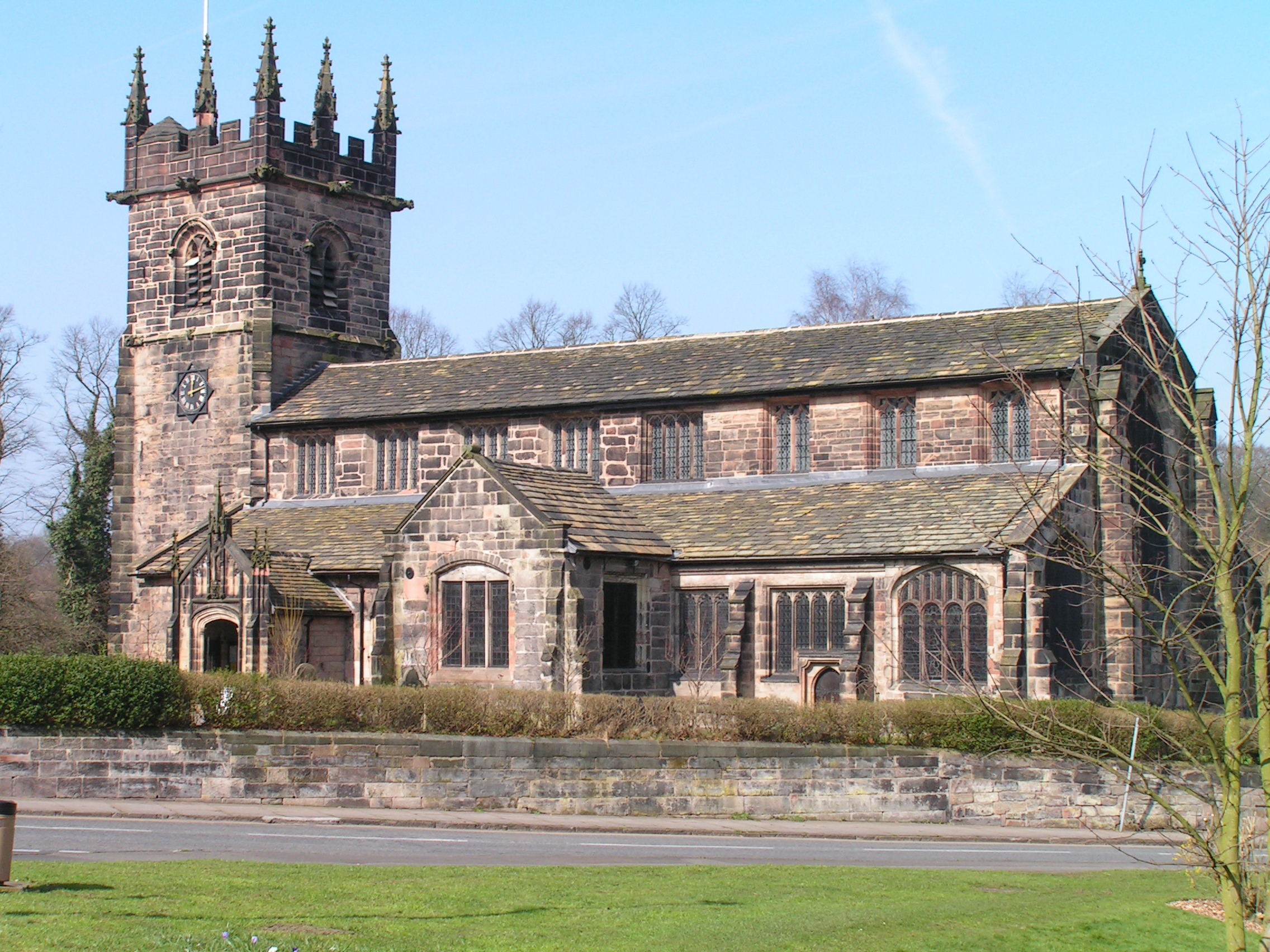

윔슬로(Wilmslow)는 맨체스터에서 남쪽으로 11km 떨어진 체셔주에 위치해 있는 마을이다.